# Знаменське (Атяшевський район)
Зна́менське (рос. Знаменское, ерз. Знаменское) — село у складі Атяшевського району Мордовії, Росія. Входить до складу Козловського сільського поселення.

## Населення
Населення — 72 особи (2010; 95 у 2002).
Національний склад (станом на 2002 рік):
- росіяни — 83 %